# 毕淑芝
毕淑芝（1929年11月—2019年8月11日），女，直隶（今河北）乐亭人，中国比较教育学家，曾任北京师范大学教授。